# Mongoloid
Mongoloid è un brano musicale del gruppo post-punk statunitense Devo pubblicato su singolo nel 1977, su etichetta Booji Boy Records. La B-side del 45 giri è Jocko Homo. In versione differente, Mongoloid venne in seguito inserita nel primo album dei Devo Q: Are We Not Men? A: We Are Devo! nel 1978.

## Il brano
Mongoloid, come molte delle prime canzoni dei Devo, è costruita su un freddo beat in stile krautrock. La traccia si apre con una linea di basso in 4/4, al quale si aggiunge la batteria, e la chitarra elettrica. Sopra questo, domina una linea di sintetizzatore suonata al Minimoog con vari effetti. Il sintetizzatore non è impiegato come strumento principale nella canzone, ma solo all'inizio e in chiusura. La linea vocale raddoppiata è cantata in simultanea da Gerald Casale e Robert "Bob 1" Mothersbaugh. Sul singolo originale, il cantato è volutamente nasale. Il testo del brano descrive il perfetto uomo medio come un uomo affetto dalla sindrome di Down, collegandosi al titolo dell'album in cui ci si chiede "siamo uomini? no, siamo involuti!".

## Video
Mongoloid fu il secondo videoclip dei Devo, dopo The Truth About De-Evolution. Non venne girato dalla band, ma bensì assemblando immagini varie dal regista sperimentale Bruce Conner. Conner mise insieme spot pubblicitari degli anni cinquanta, spezzoni di film di fantascIenza (inclusa una scena da Destinazione... Terra!), documentari scientifici, cartoni animati, ed altro.
Il video di Mongoloid è stato inserito come contenuto extra nel DVD The Complete Truth About Devolution.

## Altre versioni
Per l'album di debutto dei Devo Q: Are We Not Men? A: We Are Devo!, Mongoloid venne ri-registrata. Questa versione contiene molto più sintetizzatore della precedente. Nel 2002, i Devo eseguirono una versione techno della canzone durante uno show speciale in onore ai produttori del cartone animato Rugrats. Nel 2007, Gerald Casale suonò una versione acustica di Mongoloid accompagnato al pianoforte dal cofondatore della Re/Search, V. Vale, durante il party di lancio dell'Industrial Culture Handbook.

## Tracce singolo US
Booji Boy Records – 7033-14
1. Mongoloid - 3:30
2. Jocko Homo - 3:15

## Cover
Mongoloid è uno dei brani più reinterpretati nel catalogo dei Devo:
- La compilation KROQ-FM Devotees Album edita dalla Rhino Records nel 1979, contiene varie cover di brani dei Devo ad opera di band locali. Nel disco sono presenti tre versioni comiche di Mongoloid da parte di Jupiter, The Deadliners, e The Sordes.[3]
- In versione bluegrass dai Hotfoot Quartet nel 1980 e pubblicata su 45 giri su etichetta Black Snake.[4]
- I Siniestro Total, una punk band spagnola, pubblicò una cover della canzone (intitolata Mongoloide e con un testo in spagnolo) come B-side del singolo Si yo Canto estratto dal loro album del 1984 Menos mal que nos queda Portugal.
- I Demented Are Go nel 1993 sull'album Tangenital Madness on a Pleasant Side of Hell.
- I The Porkers nel 1994 sull'album Grunt!
- I Demolition Hammer sull'album Timebomb del 1994.
- I Possum Dixon in spagnolo con il titolo El Mongoloido, sull'album tributo We Are Not Devo del 1997.
- I Popchor Berlin nel 2002 nel loro EP-1" album.
- I Sepultura sul loro EP del 2002 Revolusongs.
- I Washington Dead Cats sull'album El Diablo is Back del 2006.[5]
- I Rummelsnuff nel 2008 sull'album Halt Durch!.
- The Real Losers sull'album Music for Funsters.